# Анселен де Туси
Анселен де Туси (фр. Ancelin de Toucy, также известный как Ансо или Ансельм; ум. 1273) — барон, военачальник Сицилийского королевства и Ахейского княжества. Участник войны с византийцами на Пелопоннесе в 1263—1266 годах.

## Происхождение
Анселен де Туси принадлежал к знати Латинской империи, жившей в Константинополе. Его отцом был Наржо де Туси, бальи Латинской империи, а матерью — дочь известного греческого архонта Феодора Враны. Брат — Филипп де Туси, государственный деятель во время правления императора Балдуина II де Куртене. Семья состояла в родстве с правителем Ахейского княжества Гильомом II Виллардуэном Также высказывалось предположение, что Анселен мог быть родственником Михаила VIII Палеолога.

## Биография
В 1259 году Анселен участвовал в битве при Пелагонии против Никейской империи, в которой попал в плен. Между 1259 и 1261 годом он был освобождён никейским императором Михаилом VIII Палеологом в обмен на обещание помощи в захвате Константинополя. Но де Туси обманул Михаила и по освобождении из плена не впустил войска Палеолога в город. После этого Анселен некоторое время жил в Константинополе. В 1261 году армия Никейской империи захватила Константинополь, Анселен бежал вместе с Балдуином де Куртене на Пелопоннес, где поступил на службу к Гильому Виллардуэну. Там Анселен принимал участие в войне между Ахейским княжеством и Византией в 1263—1266 годах. На Пелопоннесе де Туси по настоянию Гильома II женился на вдове умершего правителя Калавриты и прилежащих к ней территорий. Таким образом, Анселен стал бароном важной области в Морее. В 1264 году, во время осады византийцами замка Никли, турецкие наёмники покинули византийскую армию и предложили свои услуги Гильому II Виллардуэну. Тот сначала отнёсся с подозрением к туркам и послал к ним Анселена де Туси, знавшего греческий и турецкий языки, но после переговоров принял турок на службу.
Вскоре после этого на военном совете Ахейского княжества Анселен доложил сведения, полученные им от своего шпиона, о том, что византийцы устроили засаду на перевале Макри-Плаги (соединяет Мессению с окрестностями Мегалополиса). Предложение Анселена атаковать противника на перевале было принято. В результате битвы византийская армия была разгромлена, а её командующие взяты в плен. Анселен смог договориться об обмене, чтобы освободить из византийского плена своего брата Филиппа.

Карта Пелопоннеса в XIII веке

Позже, когда франкская армия (армия Ахейского княжества) перешла в наступление на византийцев, Гильом II послал Анселена де Туси и Жана де Катава во главе войска захватить византийскую крепость Мистра. Однако предпринятый франками штурм не удался, войско Ахейского княжества разграбило все территории в юго-восточной Морее вплоть до Монемвасии, а затем отступило.
Зимой 1264/65 годов Гильом поручил Анселену подавить восстание местного греческого населения в Скорте (область в центральной Морее) во главе войска из наёмных турок. Де Туси справился с поручением и, разграбив область, заставил восставших капитулировать.
Позже Анселен поступил на службу к неаполитанскому королю Карлу Анжуйскому. Тот 28 января 1269 года пожаловал де Туси в управление множество земель. В 1270 году Анселен был назначен Карлом командующим флотом, и де Туси должен был помочь Гильому II в новой войне с византийцами. Но Анселен неожиданно заболел и не смог отправиться на Пелопоннес.
Он умер в начале 1273 года, не оставив потомков. Все земли Анселена де Туси перешли в управление к его брату Филиппу.